# تووا

جمهوری تووا در نقشهٔ روسیه.

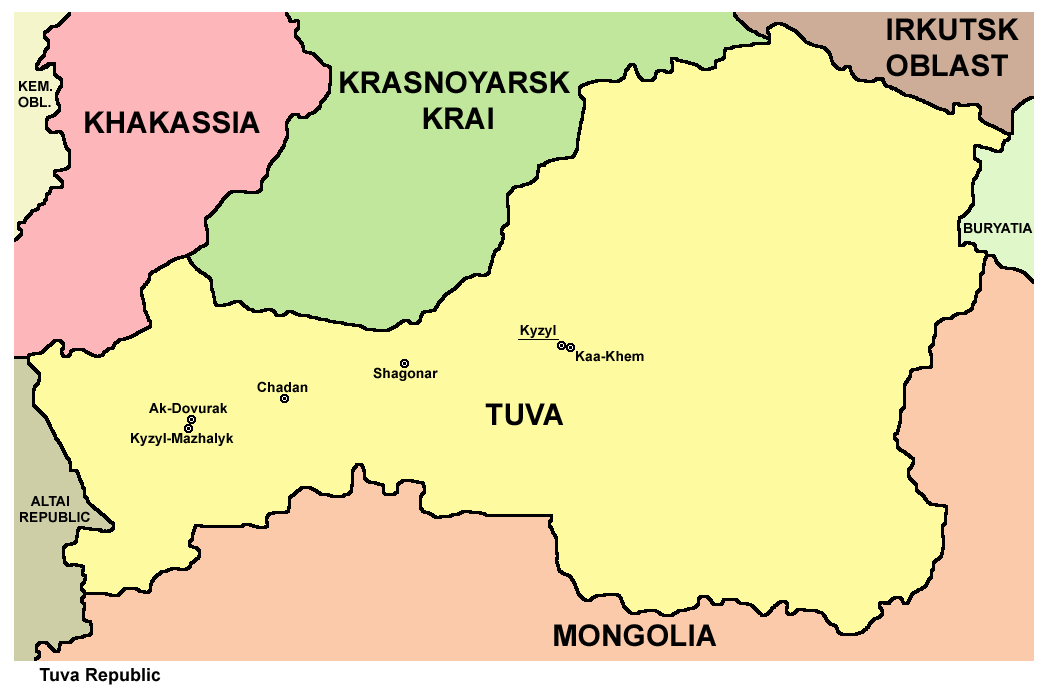

تووا (به انگلیسی: The Tyva Republic)(به روسی: Респу́блика Тыва́, Respublika Tyva) یکی از جمهوری‌های روسیه در جنوب سیبری و شمال مغولستان است.
پایتخت آن کیزیل و جمعیت آن ۳۰۷٬۹۳۰ نفر است (در سرشماری سال ۲۰۱۰).

## تاریخ
تاریخ منطقه تاریخی نانو اورینخای که تووا نیز بخشی از آن بوده‌است، در سده‌های پیش از سده هیجده میلادی به درستی دانسته نیست زیرا منابع نوشتاری کمی در این رابطه وجود دارند.
در واقع این ناحیه در گذر زمان بین خانات ترک مغولستان شمالی، اویغور و قرقیز دست به دست شده‌است. اما چنین به نظر می‌رسد که ترک‌سازی (Turkification) این منطقه به دنبال لشکرکشی چنگیزخان مغول صورت گرفته‌است.
مطابق شواهد تاریخی ای که در حفاری‌های باستان‌شناسی در نزدیکی ارژن به‌دست آمد است، در واقع ارژن در جمهوری تووا شرقی‌ترین و در عین حال قدیمی‌ترین نقطه‌ای است که در آن آثاری از زندگی سکاها به‌دست آمده‌است. این آثار از دیدگاه باستان‌شناسی مهم‌ترین آثار بر جای مانده از سکاها است.
به دنبال یورش مغولان منطقه تاریخی نانو اورینخای که تووا نیز بخشی از آن بود از سده سیزده (۱۲۰۷) تا سده ۱۸ میلادی نحت لوای مغولان قرار گرفت.
از سال ۱۷۵۷ تا ۱۹۱۱ این منطقه تحت سیطره منچو (دودمان چینگ، واپسین دودمان چین) قرار گرفت. در خلال سده ۱۹ روس‌ها آغاز به اقامت در این منطقه کردند و در سال ۱۸۶۰ حکومت چینگ به روسها اجازه سکونت در تووا را داد. از ۱۸۸۱ سکونت دائمی آن‌ها در این ناحیه آغاز شد. با درگرفتن انقلاب در چین در سال ۱۹۱۱ سربازان امپراتوری روسیه در ۱۹۱۲ وارد این منطقه شدند و پس از اعلام استقلال جمهوری تووا درحالی‌که پیش از آن در سال ۱۹۱۱ مغولستان (مغولستان بیرونی) نیز استقلال خود را اعلام کرده بود، در ۱۷ آوریل ۱۹۱۴ با فرمان تزار نیکلای دوم این منطقه به صورت تحت‌الحمایه روسیه درآمد.
انقلاب روسیه در سال ۱۹۱۷ باعث شد که بخش بزرگی از تووا از ۵ ژوئیه ۱۹۱۸ تا ۱۵ ژوئیه ۱۹۱۹ توسط سربازان روس‌های سفید (سلطنت طلبان) به فرماندهی الکساندر کولچاک اشغال شود و پیوتر ایوانوویچ حاکم آن گردد. هم‌زمان در پائیز ۱۹۱۸ بخش جنوب‌غربی تووا توسط قوای چینی که استقلال یا الحاق آن به روسیه را به رسمیت نمی‌شناختند، تصرف شده و بخشی از جنوب آن نیز به تصرف قوای مغول درآمد.

حاکمیت بر تووا از ژوئن ۱۹۱۹ تا فوریه ۱۹۲۰ در اختیار ارتش سرخ قرار گرفت، اما در ۱۹ فوریه ۱۹۲۰ سربازان چینی آن را مجدداً ضمیمه خاک خود کرده و یان شی چائو را به عنوان حاکم آن گماشتند. در ۱۴ اوت ۱۹۲۱ بلشویک‌های تووا با حمایت روسیه جمهوری دمکراتیک خلق تووا را بنیان نهادند و تووا تا زمان جنگ جهانی دوم به‌طور رسمی و واقعی به عنوان یک کشور مستقل شناخته می‌شد. دُندوک نخستین نخست‌وزیر این کشور شروع به مستحکم کردن ارتباط میان تووا و مغولستان کرد و آیین بودایی را به عنوان مذهب رسمی کشور اعلان کرد. این موضوع باعث شد تا ۵ جوان تووایی دانش‌آموخته دانشگاه کمونیستی زحمتکشان شرق مسکو با هماهنگی مقامات کرملین حکومت را ساقط کرده و یک حکومت نزدیک به شوروی را جایگزین آن کنند. مقامات جدید در ۱۹۳۰ خط لاتین را که زبان‌شناسان روس برای زبان تووا طراحی کرده بودند جایگزین خط تبتی مغولی کنند. در ۱۹۴۳ خط سیریلیک جایگزین خط لاتین شد و به موازات آن زدودن فرهنگ مغولی و بودائی از جامعه به شکلی نظام‌مند ادامه یافت. اتحاد شوروی در ۱۹۴۴ با موافقت پارلمان تووا این کشور را ضمیمه خاک خود کرد. سالخاک توکا رهبر کمونیست‌های تووا به دبیرکلی حزب کمونیست این استان برگزیده شد و تا هنگام مرگش در سال ۱۹۷۳ شخص اول تووا به حساب می‌آمد.

در فوریه ۱۹۹۰ جبهه دمکراتیک تووا به رهبری قدیر اول بیچلدی بنیان نهاده شد در پائیز همان سال سلسله عملیات‌های خشونت‌باری علیه روس‌های منطقه (که در آن سال ۳۲٪ جمعیت تووا را تشکیل می‌دادند) به کشته شدن ۸۸ روس و مهاجرت بسیاری از روس‌ها به خارج از جمهوری انجامید.
در ۳۱ مارس ۱۹۹۲ این جمهوری یکی از مؤسسان فدراسیون روسیه شد و قانون اساسی جدید جمهوری در ۲۲ اکتبر ۱۹۹۳ تهیه شد و در ۱۲ دسامبر همان سال به تصویب ۶۲٪ مردم رسید. در این قانون پارلمان تووا از ۳۲ عضو تشکیل شده و تغییر در قانون اساسی با تشکیل یک مجلس مؤسسان ممکن است. قانون اساسی جدید برگزاری همه‌پرسی برای استقلال این جمهوری را نیز پیش‌بینی کرده‌است.

## مردم
بیشتر جمعیت این جمهوری را مردم تووایی که گروهی از مردم ترک هستند تشکیل می‌دهند.
همچنین سرگئی شویگو (که از سال ۲۰۱۲ تا ۲۰۲۴ وزیر دفاع روسیه بوده‌است) در چادان، جمهوری تووا از پدری تووایی و مادری روس به دنیا آمد. او پیشتر وزیر وضعیت‌های اضطراری و فرماندار مسکو بوده‌است. او همچنین رئیس فدراسیون ورزشی بین‌المللی آتش نشانان و ناجیان است. وی دارای درجه ژنرالی است.

## زبان
زبان تووایی از زبان‌های ترکی است که حدود دویست و هفتاد هزار تن گویشور در کشورهای روسیه، چین و مغولستان دارد.

## نگارخانه

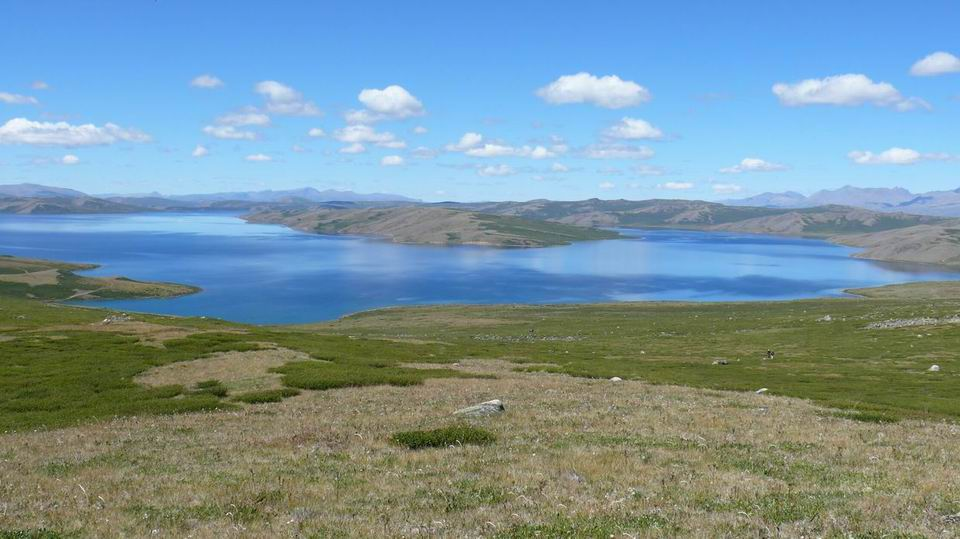
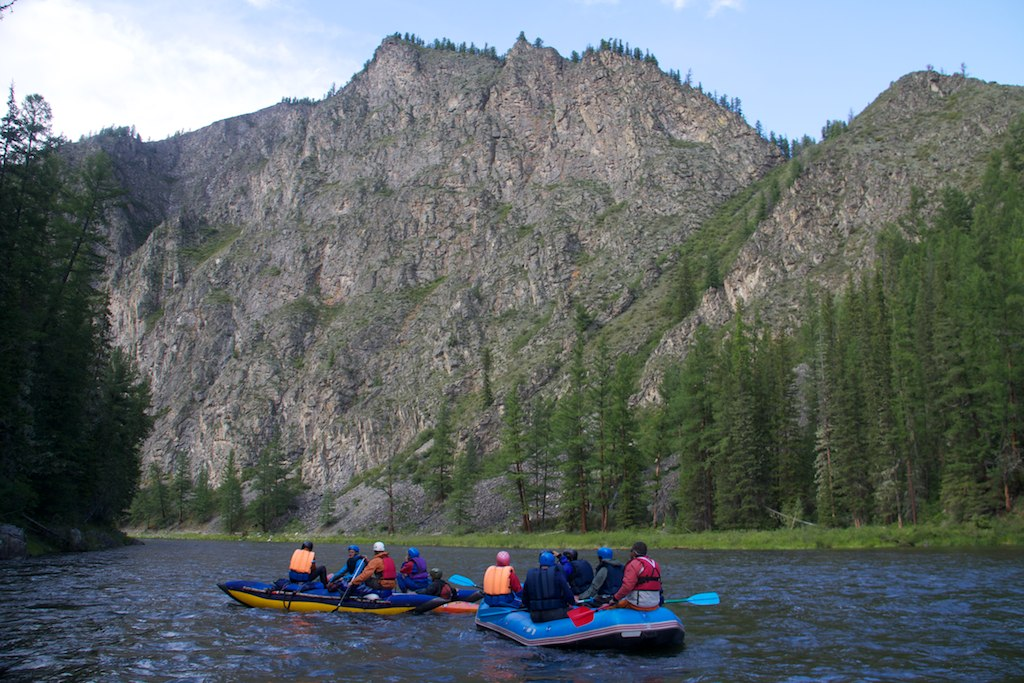
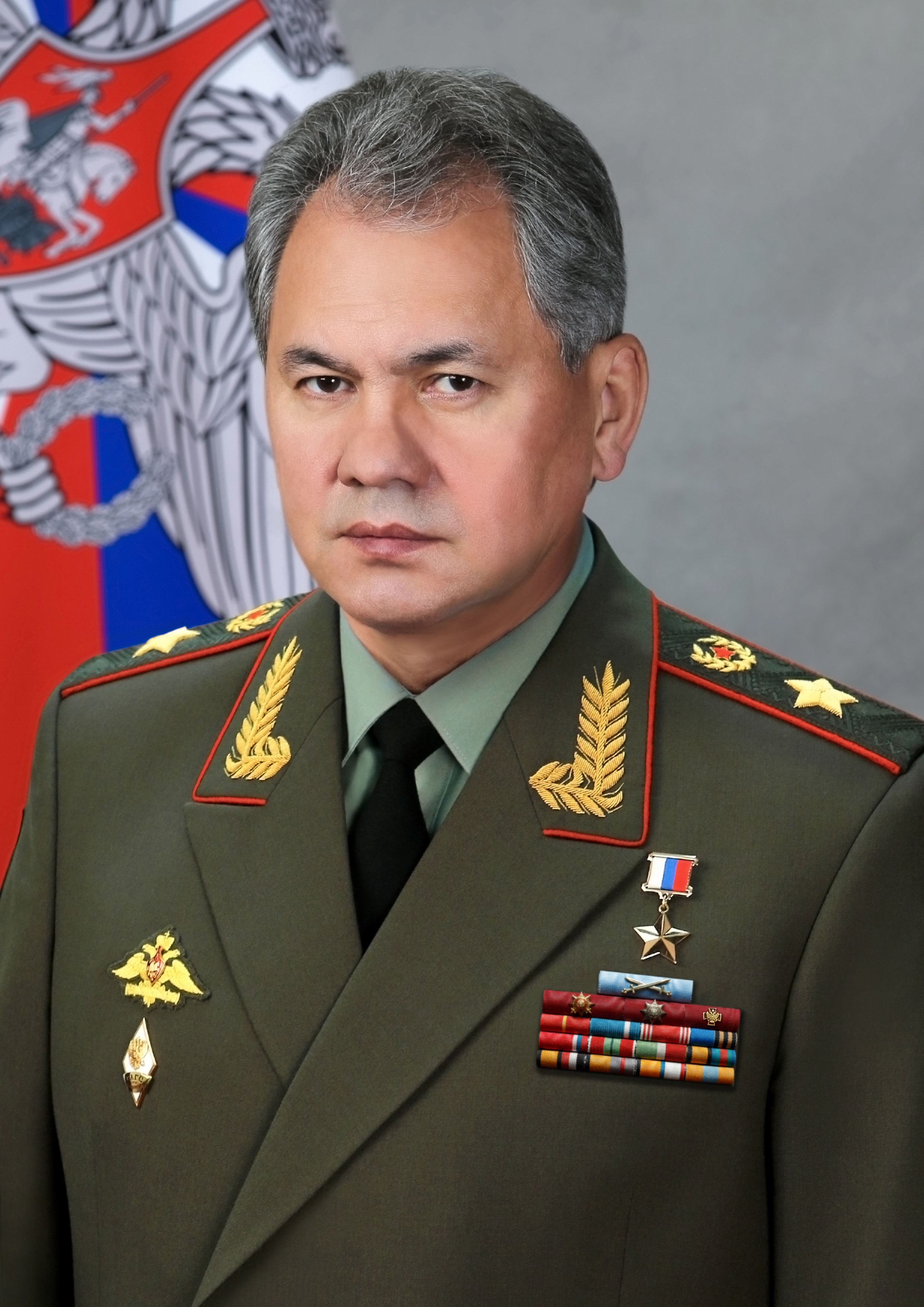
سرگئی شویگو وزیر دفاع روسیه
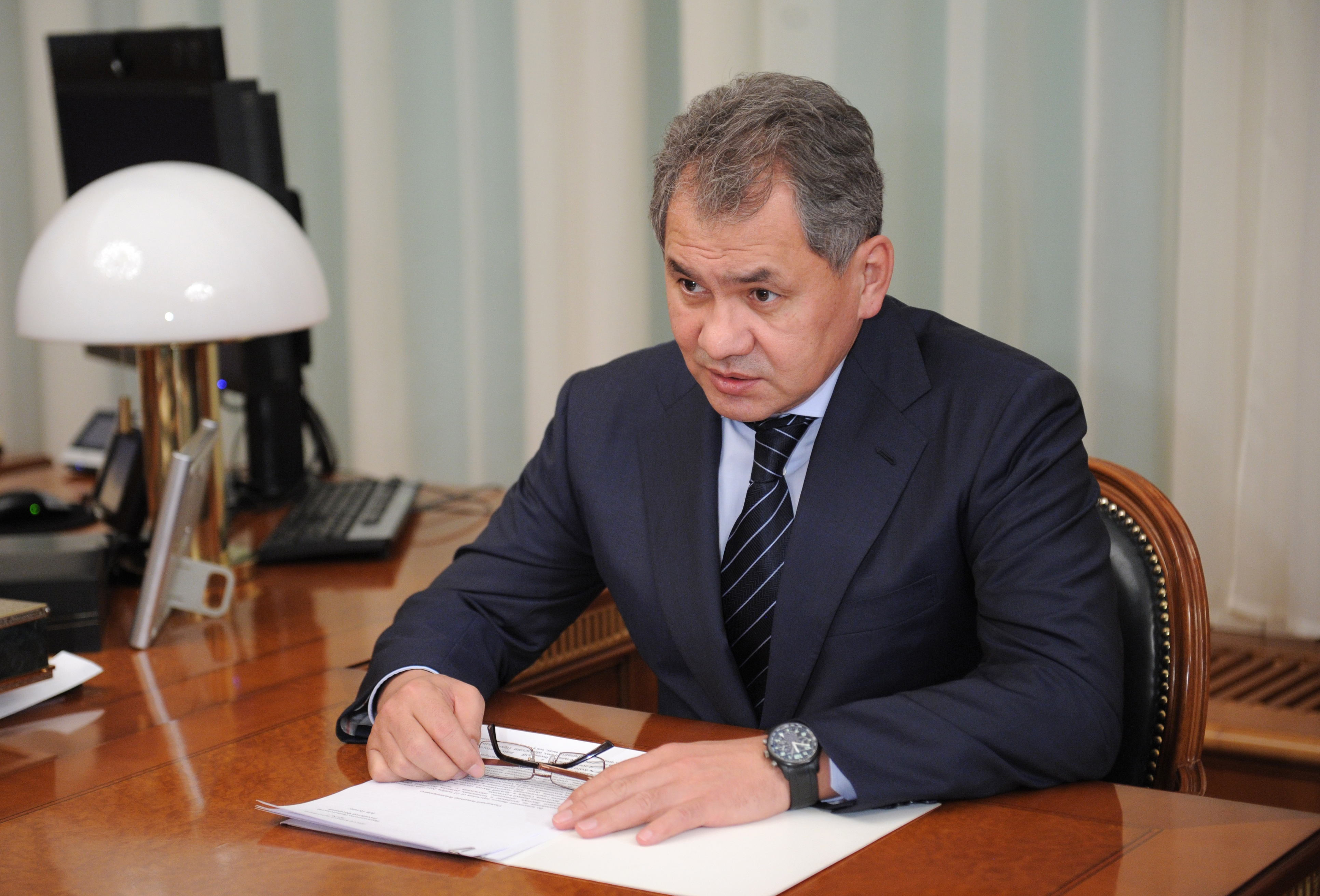
سرگئی شویگو وزیر دفاع روسیه
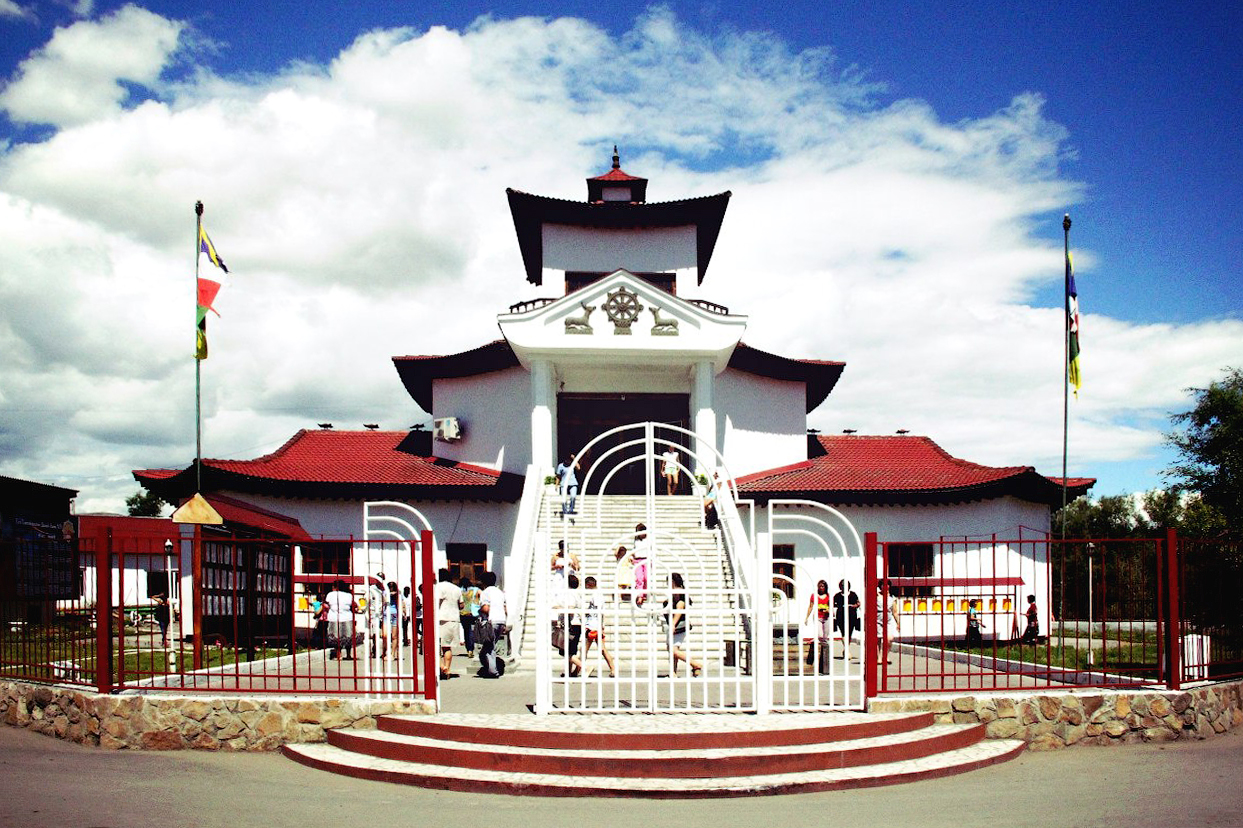
معبد بودایی در قیزیل
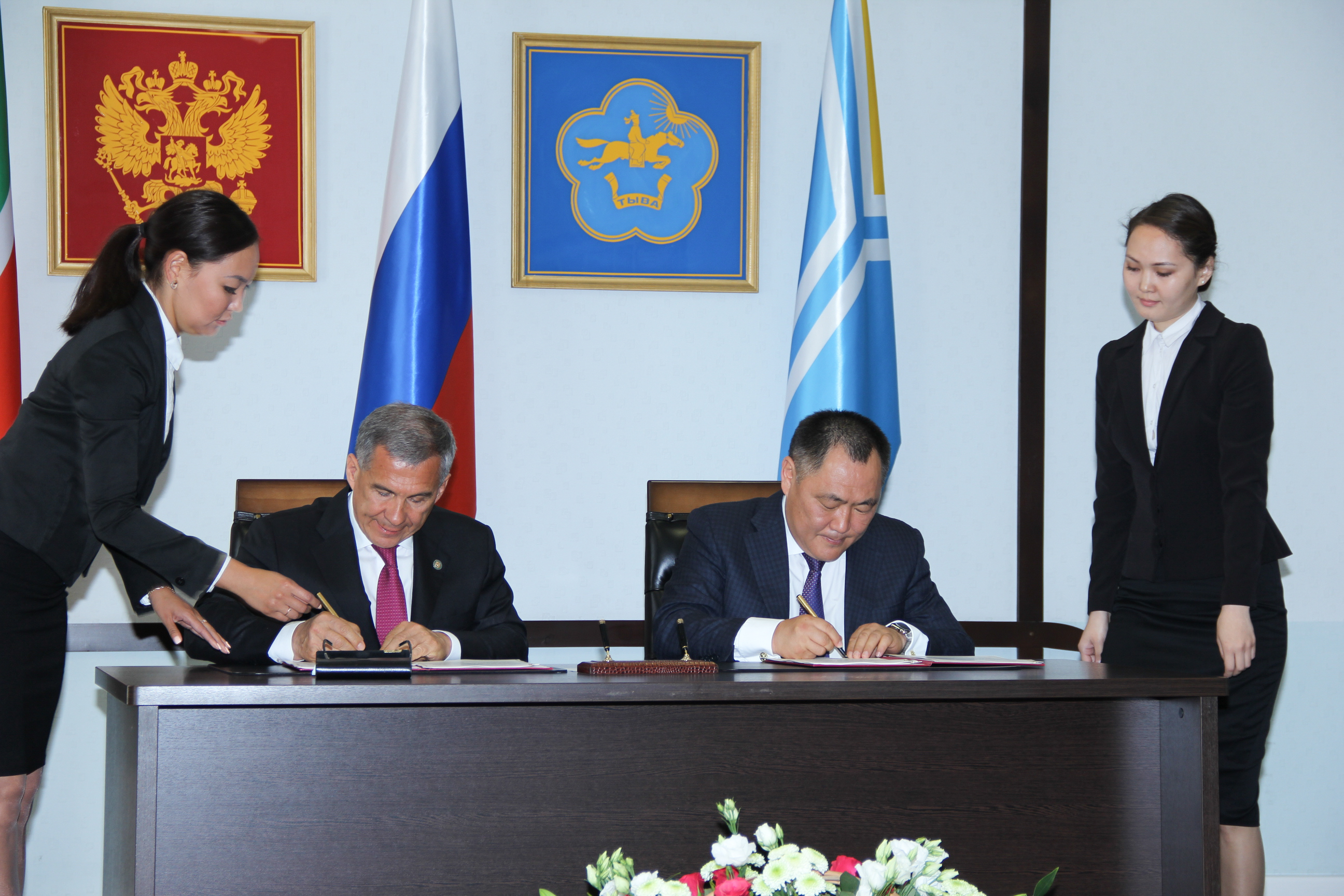
شالبان کارائول(سمت راست)، رئیس حکومت جمهوری تووا